# Valerie Thomas (scientifique)
Ne doit pas être confondu avec Valérie Thomas ou Valérie Thomas (conservatrice).
Valerie L. Thomas, née le 8 février 1943 dans le Maryland, est une mathématicienne, physicienne et informaticienne afro-américaine, analyste de données et directrice de projet au Goddard Space Flight Center de la NASA. Elle invente, en 1980, le transmetteur d'illusion, qui permet aux satellites de transmettre des images 3D depuis l'espace.

## Biographie

### Jeunesse et formation
Dès son enfance, elle manifeste son intérêt pour la technologie : elle bricole avec son père des appareils électroniques ; à l'âge de 8 ans, elle emprunte à la bibliothèque locale un livre intitulé The Boy's First Book On Electronics (Le premier livre d'électronique pour les jeunes).
Après ses études secondaires, elle entre à l'université d'État Morgan de Baltimore dans le Maryland.

### Carrière
En 1964, Valerie Thomas est engagée par le Goddard Space Flight Center de la NASA,. 
Jusqu'en 1970, elle développe des programmes informatiques ayant pour but de traiter les données scientifiques reçues des satellites de manière à les présenter de manière claire aux scientifiques, notamment pour les satellites OGO (Orbiting Geophysical Observatory). 
De 1970 à 1981, elle dirige pour le programme Landsat le système de traitement d'images,. Landsat 1 étant le premier satellite à envoyer des images multispectrales.
En 1974, elle dirige une équipe développant le programme LACIE (Large Area Crop Inventory Experiment), un projet conjoint du Centre spatial Lyndon B. Johnson de la NASA, du National Oceanic and Atmospheric Administration (NOAA) et du Département de l'Agriculture des États-Unis, qui a pour but d'exploiter les images satellites dans la prévision des rendements agricoles,.
Après avoir travaillé sur le programme LACIE, elle travaille au siège de la NASA comme directrice adjointe du programme Landsat/Nimbus.
Ensuite, elle devient pendant un an directrice des opérations pour le système Scrounge exploitant les images du Thematic Mapper de Landsat-D. 
En 1985, elle est responsable de la maintenance et du développement des installations informatiques de la NASA Space Science Data Coordinated Archive.
De 1986 à 1990, elle est directrice du projet SPAN (Space Physics Analysis Network),,.
De 1990 à 1995, année de sa retraite, elle dirige le NASA Automated Systems Capability (NASIRC).

### Invention
En 1980 (le 21 octobre 1980), elle dépose le brevet du transmetteur d'illusion (illusion transmitter) sous la référence U.S Patent no 4229761,. Encore utilisé de nos jours par la NASA, il pourrait avoir des applications dans la chirurgie, la télévision ou les jeux vidéo,,.

## Prix et distinctions
Elle est récipiendaire de la NASA Equal Employment Opportunity Medal (en) et lauréate du  GSFC Award of Merit, la plus haute distinction décernée par le Goddard Space Flight Center.
En 2019, elle devient membre de la National Society of Black Physicists.